# Francesco Laurana

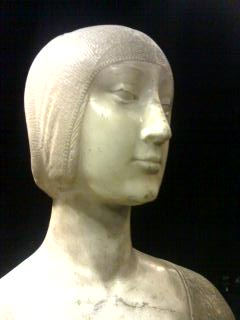
Busto de Leonor de Aragón en la Galleria Nazionale della Sicilia at Palermo, donde se aprecia la forma ovalada del rostro, típica de la escultura de Francesco Laurana.

Francesco Laurana (de la Vrana) (croata: Frane Vranjanin; c., 1430 - antes del 12 de marzo de 1502) fue un escultor dálmata nacido en la República de Venecia, hoy Croacia.

## Biografía
Laurana nació en Vrana, cerca de Zara, en la Dalmacia veneciana (ahora Zadar, en Croacia). 
Después de aprender junto a un escultor, comenzó su carrera en solitario en Nápoles, donde terminó el arco triunfal de Castel Nuovo para Alfonso V de Aragón. Después de la muerte de este fue llamado a Francia, y en la corte de Renato de Anjou trabajó en una serie de medallones para él. 
De 1466 a 1471 estuvo en Sicilia. Las obras de este período incluyen la capilla Mastrantonio y la tumba de Pietro Speciale en la iglesia de San Francisco en Palermo, la puerta lateral de la iglesia de Santa Margarita en Sciacca, las esculturas de Virgen con el Niño en las catedrales de Palermo y Noto, y un busto de Leonor de Aragón, ahora en el Palazzo Abatellis en Palermo. 
En 1471 regresó a Nápoles donde elaboró la escultura de la Virgen de la capilla de santa Bárbara. En 1474-1477 Laurana pasó tres años en Urbino, trabajando con Luciano Laurana. Luego se trasladó de nuevo a Francia, donde su taller realizó el altar de san Lázaro en la catedral de Marsella, el retablo del Calvario en san Didier de Aviñón y la tumba de Giovanni Cossa en Sainte-Marthe de Tarascon y de Charles du Maine en Le Mans. Laurana murió en Marsella o Aviñón, en 1502.

## Obra y estilo
Fue uno de los más importantes y complejos escultores del siglo XV. Se movió dentro de diferentes círculos culturales y estuvo expuesto a diferentes influencias artísticas. Sus mejores obras evolucionaron desde la tradición en los trabajos de su taller, en colaboración con otros artistas. Sus bustos revelan una individualidad creativa que fue vista como particularmente fascinante a finales del siglo XIX. Aunque es imposible trazar su desarrollo estilístico, su obra posterior realizada en Francia muestra para algunos cierta asimilación al realismo, que está ausente de los trabajos ejecutados en Italia.

Obras de, o atribuidas a, Francesco Laurana
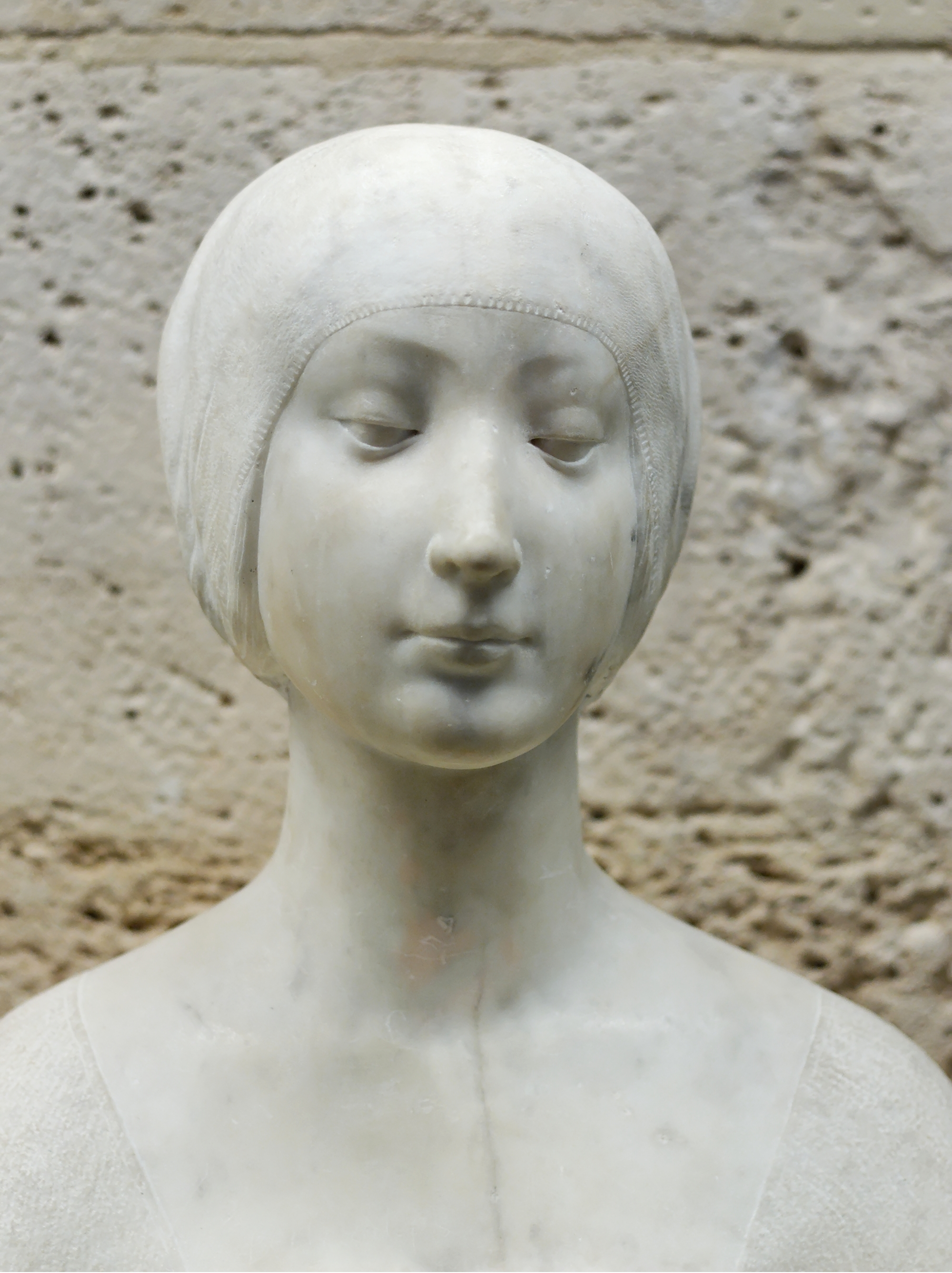
Portrait d'une princesse, retrato que se presume es de la infanta Leonor de Aragón (ca. 1471), Paris, museo del Louvre.
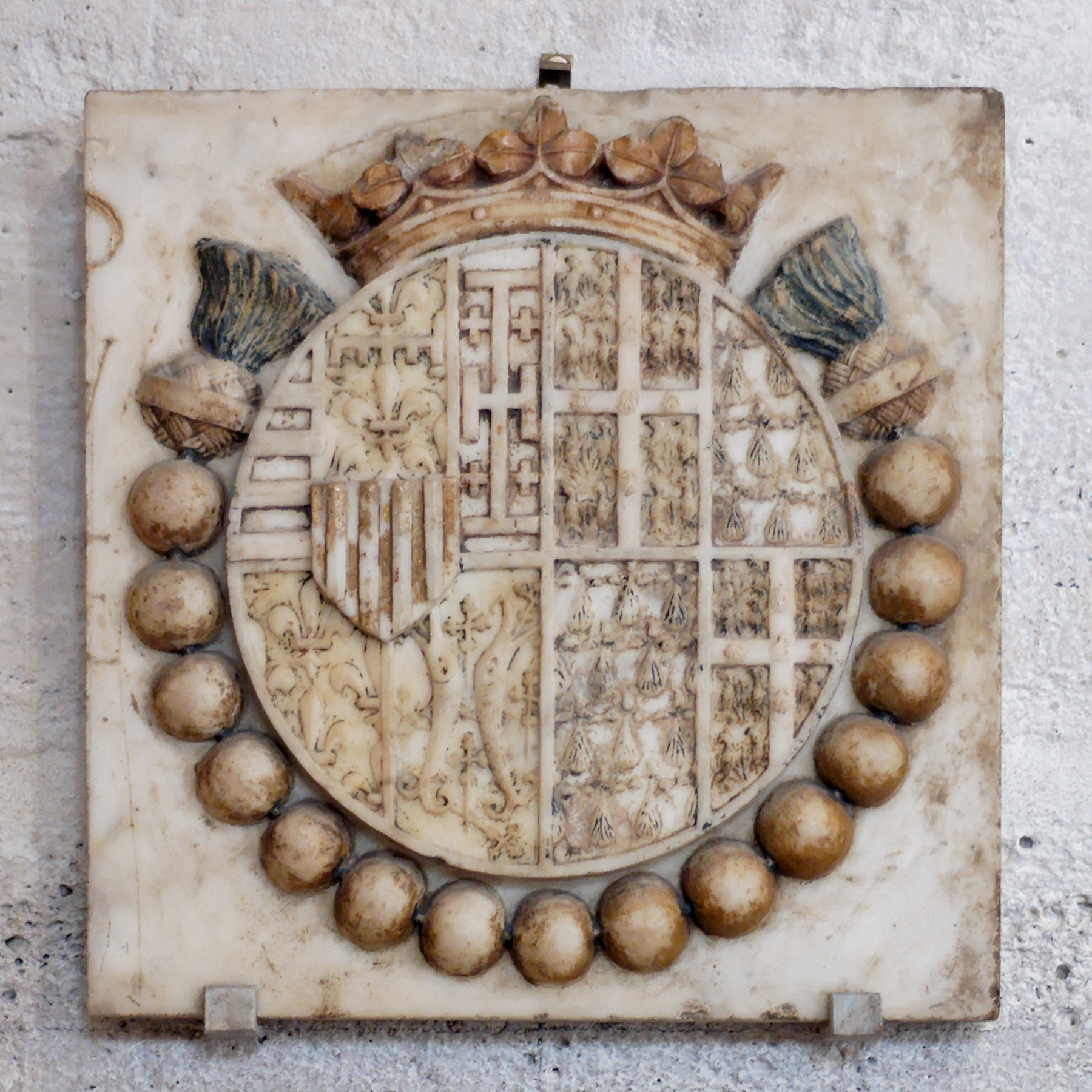
Escudo de armas de René de Anjou, Paris, museo del Louvre.
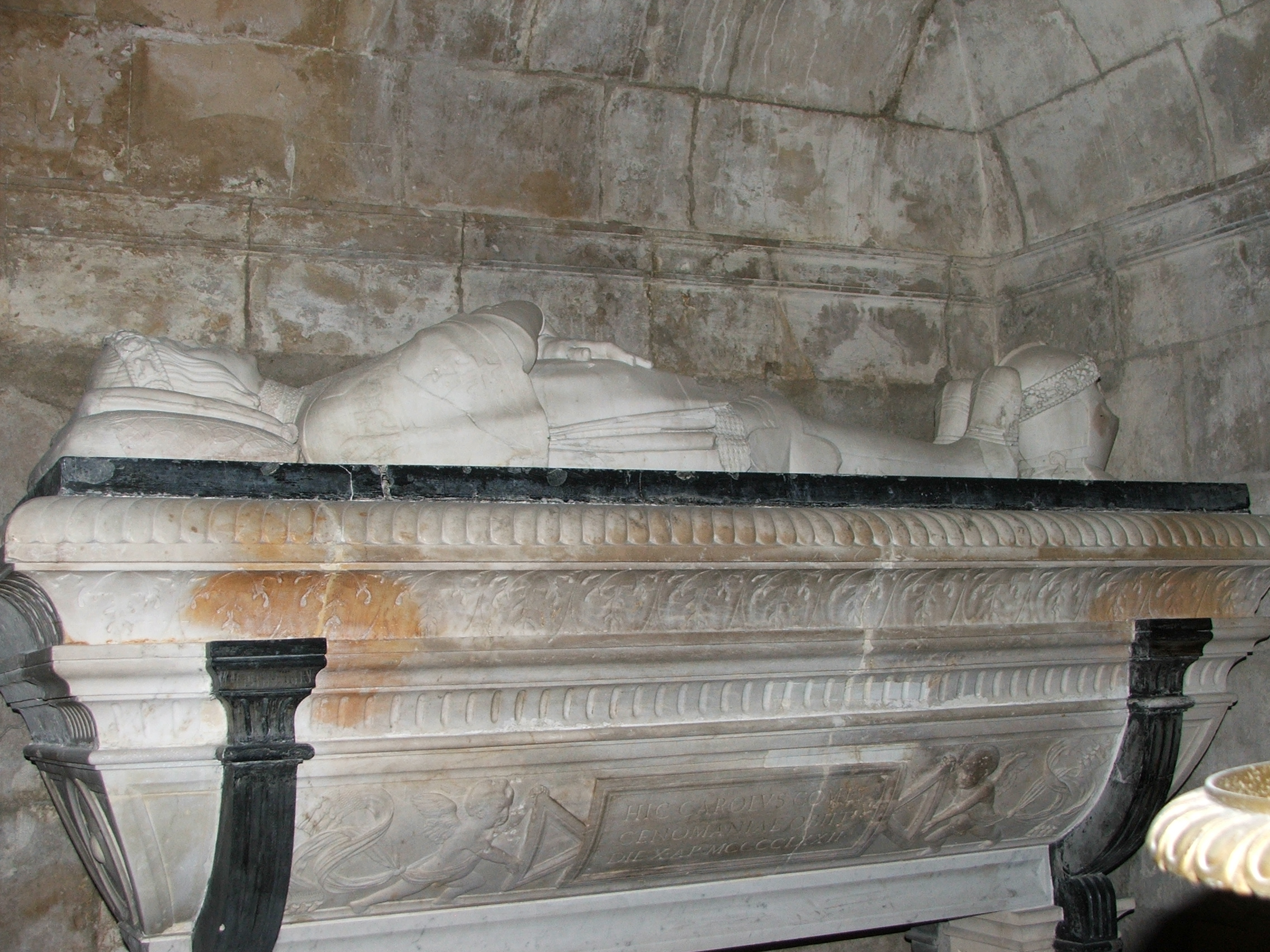
Atribuida a Francesco Laurana, Tombeau de Charles IV d'Anjou, comte du Maine, Le Mans, Catedral Saint-Julien.
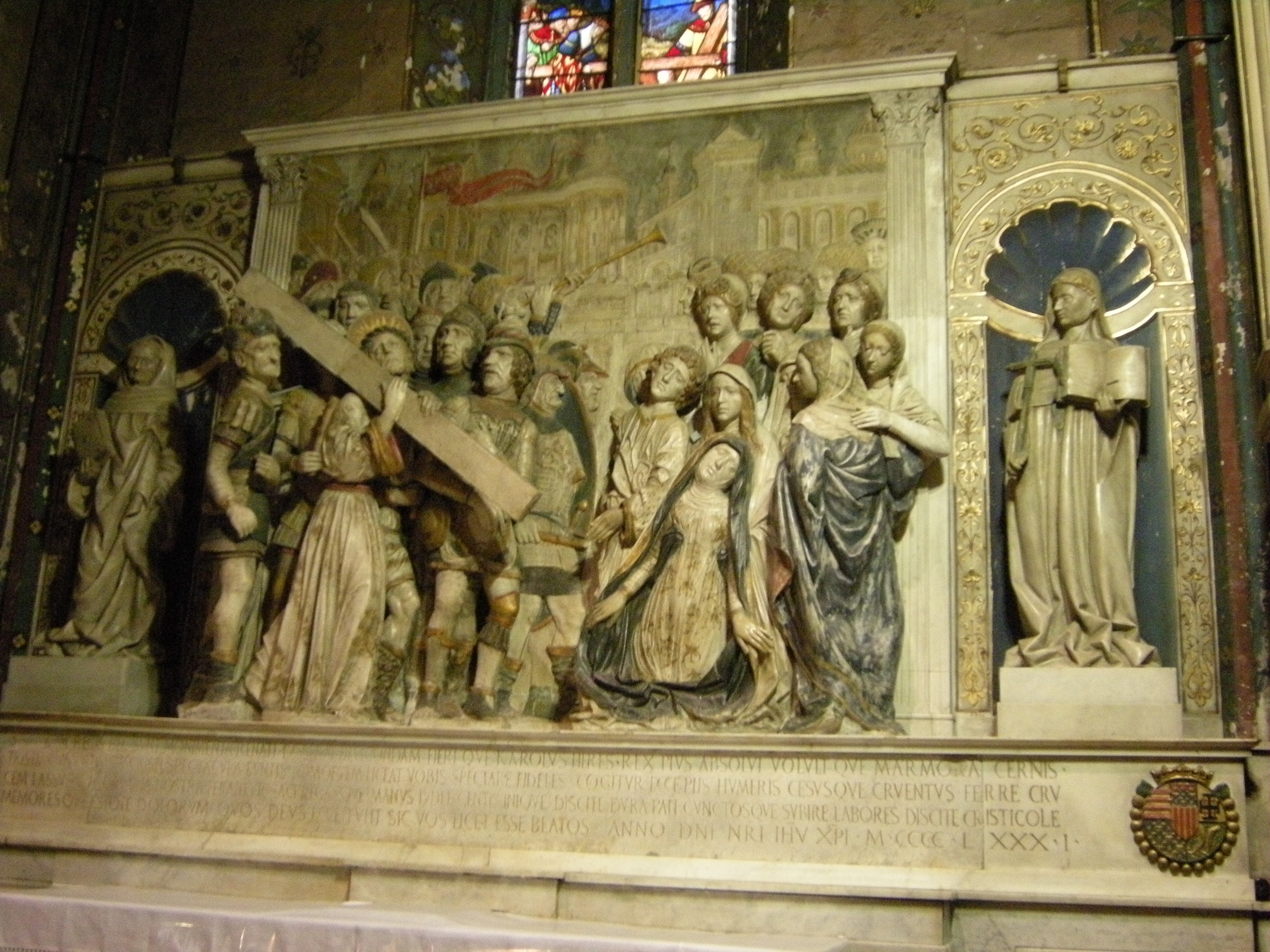
Portement de Croix, Avignon, colegiata Saint-Didier

## Obras en las colecciones públicas
- En Francia:
  - Aix-en-Provence, museo Granet: Masque mortuaire de Laure, la musa de Petrarca;[1]
  - Avignon, colegiata Saint-Didier: Portement de Croix, destinado al altar mayor de la iglesia de los Celestinos;
  - Bourges, museo del Berry: Buste de femme, máscara mortuoria de Agnès Sorel;[2]
  - Chambéry, museo des beaux-arts: Máscara de mujer;[3]
  - Le Mans, Catedral Saint-Julien: Monument funéraire de Charles IV d'Anjou, comte du Maine (atribución), mármol;
  - Le Puy-en-Velay, museo Crozatier: Masque féminin de gisant (atribución);[3]
  - Marseille, iglesia de la vieille Major: Autel de saint Lazare;
  - París, museo del Louvre:
    - Buste d'une princesse, ca. 1471, mármol, retrato póstumo presumido de la infanta Leonor de Aragón;
    - Armoiries de René d'Anjou, mármol;

  - Tarascón, iglesia de Santa Marta, cripta:
    - Tombe de Jean Cossa ;
    - Marie-Madeleine portée par les anges, cenotafio que contuvo antes las reliquias de Marta;[4]
- En Italia:
  - Florencia, museo nacional del Bargello: Baptiste Sforza, busto;
  - Palermo:
    - Portrait d'Éléonore d'Aragon, en la Galleria Nazionale della Sicilia at Palermo, palacio Abatellis;
    - église San Francesco d'Assisi : Tombe de Pietro Speciale;
- En Austria
  - Viena  Kunsthistorisches Museum:
    - Buste de dame noble, 1487, mármol de color;
    - Isabelle d'Aragon, busto;
- En Estados Unidos
  - New York, The Frick Collection: Buste de femme, mármol;